# Dapyx
Daphix a fost un rege geto-dac din primul secol î.Hr.

## Istoric
Una din regiunile în care au rămas urmași ai lui Burebista este una destul de zbuciumată deoarece aici nu se mai întâlnesc doar două civilizații puternice, ci trei și anume cea getică, cea romană și cea elenă. Este vorba de Dobrogea. Aici domnesc concomitent trei regi geți: Roles, Daphix și Zyraxes. Toți trei conduc în jurul anului 30 î.Ch. 
Roles este regele get care conduce regatul al cărei capitală era probabil Sacidava, așadar tribul sacilor. În anul 29 î.Ch. Octavian îl trimite pe Crassus împotriva bastarnilor care îi atacaseră pe tracii denteleți, aliați ai romanilor. Roles își oferă ajutorul romanilor, ceea ce îi va aduce regelui dac titlul de "prieten și aliat al poporului roman" acordat de Octavian personal la Corint în anul 29 î.Ch. În anul următor însă Roles intră în conflict cu vecinul sau nordic Daphix. Roles primește la cerere ajutorul lui Crassus. Cele două armate aliate reușesc să alunge de pe câmpul de luptă armata lui Daphix într-o cetate fortificată. Trădarea se materializează prin deschiderea porților cetății. Cele două armate aliate năvălesc înăuntru și are loc un adevărat măcel. Daphix moare eroic în fruntea armatei sale. Populația din jurul cetății se refugiază într-o peșteră numită Keiris. Ajunși aici, romanii nu încearcă să-i asedieze pe daci ci îi zidesc înăuntru. Aceste reușite ale romanilor îi dau curajul lui Crassus să-l atace și pe cel mai nordic rege get din Dobrogea: Zyraxes. Atacul final are loc în capitala Genucla, construită pe malul Dunării. Văzând că nu are șanse de victorie, Zyraxes reușește să fugă cu tezaurul la sciți pentru a forma o nouă armată, dar conflictul rămâne nefinalizat. 
În acest fel întreaga Dobroge ajunge sub stăpânirea romană.